# Mycetophila carrerai
Mycetophila carrerai är en tvåvingeart som beskrevs av Lane 1958. Mycetophila carrerai ingår i släktet Mycetophila och familjen svampmyggor. Inga underarter finns listade i Catalogue of Life.